# GUARDIAN
『GUARDIAN』（ガーディアン）は、2019年6月12日に発売された山根康広25枚目のシングル。発売元はWILD EDGE ENTERPRISE。

## 概要
本作はシングル2作品を相次いで発表した2015年から4年を経ての発売となったが、オリコンチャートで最高位36位を獲得した。

## 収録曲
全曲共通　作詞・作曲・編曲：山根康広
1. GUARDIAN
2. 破れかけた僕らの愛は